# Kálvin tér
A Kálvin tér (régebbi írásmód szerint Calvin tér) egy közlekedési csomópont Budapesten az V., VIII. és IX. kerület határán.

## Fekvése
A Kiskörút mentén, a Múzeum körút, a Vámház körút, az Üllői út, a Baross utca és a Kecskeméti utca találkozásánál fekszik.
Határai: Kecskeméti utca 19., Királyi Pál utca 20., Vámház körút, Lónyay utca 1. és 2., Ráday utca 1. és 2., Üllői út 1. és 2., Baross utca 1. és 2., Múzeum utca 1., Múzeum körút, Kecskeméti utca 18. A házak 1.-től 6.-ig az V. kerülethez, 7.-től 10.-ig a IX. kerülethez, a 11. szám a VIII. kerülethez tartozik.

## Története
Korábbi nevei: A 18. századtól Ketschkemeterplatz (Kecskeméti tér), illetve Heu- und Borstenviehhändler Platz (Széna- és sertéskereskedők tere), a 19. századtól Heumarkt (Széna piac), 1866-tól Heuplatz (Széna tér).
Mai nevét Jean Calvin (ejtsd: kálven) francia származású svájci reformátorról kapta 1874-ben, Calvin tér írásmóddal. 1953-tól hivatalos a mai Kálvin tér forma.

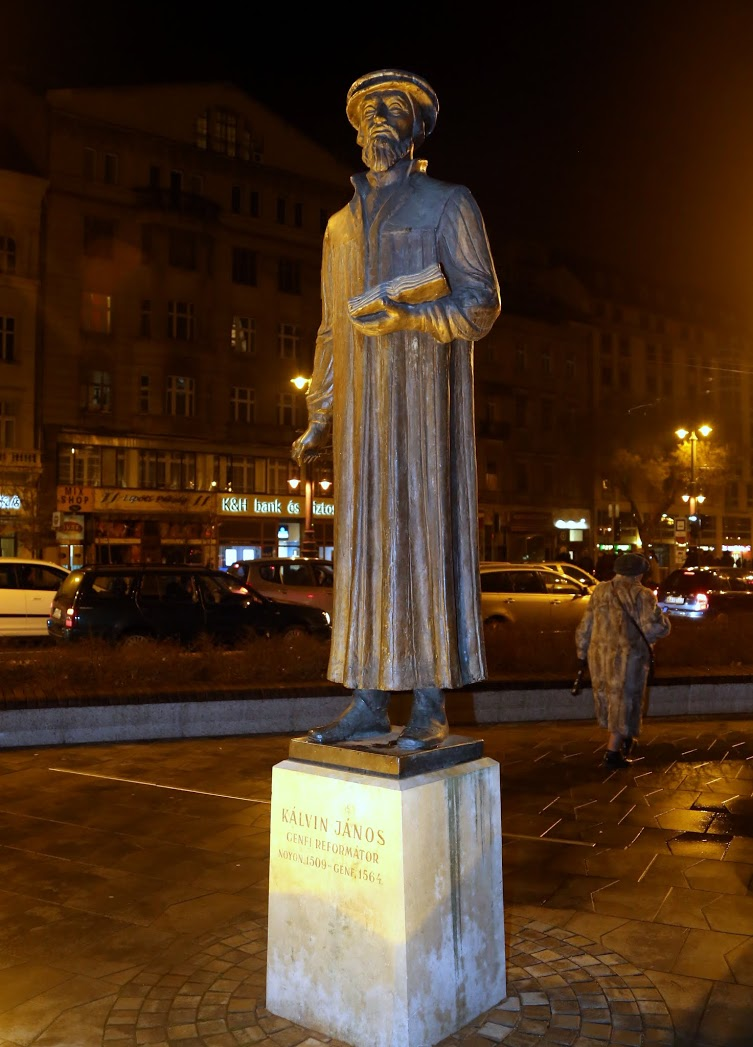
Kálvin János szobra a téren

A tér a korábban Pest városát körbevevő városfal – a mai Kiskörút – mentén terül el, amelynek Kecskeméti kapuja előtti vásártér volt.
A mai Kálvin tér északi, északnyugati felének története valójában Pest déli, délkeleti városfala, a város határa menti terület története. A város első ismert feljegyzett városfala az Árpád-korból származik, legfeljebb a XIII. század első felében építették. A tatárjáráskor 1241-ben leégett és nem is állították helyre erődszerűen. A XV. század első 50 évében az adatok szerint nincs fal Pest városa körül. 1493-ban említik első alkalommal az újra épített városfalat oklevélben, amelyet Mátyás király idején építették újjá, többnyire 1443–1479 között.
A fal ismét megsérült, a törökök elleni harcokban. 1540-ben Ferdinánd király hadai visszafoglalták Pestet de 1541 augusztusában újra török fennhatóság alá került. 1602 és 1604 szeptembere között Pest német kézen volt, majd ismét a törökök foglalták el. 1684-ben és 1686-ban Pestet elhagyták a lakosok, s a törökök felgyújtották a várost. A török seregek végleges elvonultával a falakat újra kijavították a XVII. század végén. Még 1688-ban is a városfalon kívüli terület – a mai Kálvin tér egyéb területei – gyakorlatilag beépítetlen földek voltak, csak a kapukhoz futó utak épültek ki. A falakon kívüli terület fokozatos beépítése az 1700-as években indult meg. A falak utolsó nagy felújítására a Rákóczi-szabadságharc alatt került sor.
Ahogy nőtt a falon kívüli területen álló épületek száma, úgy nőtt az igény a falon belüli és kívüli városrész összekapcsolására. Az 1780-as években kezdték meg a falak lebontását. A tér és a Kecskeméti utca sarkán lévő Kecskeméti kaput 1794–1796 között bontották le. 1808-ban a pesti városfal maradványait is  lebontották.
Ekkor kezdtek kialakulni a mai Kálvin tér keretei. Egyrészt az itteni városfal egyik fő kapuja és az ide vezető alföldi utak együttesen segítették elő a tér kialakulását. Itt kaptak a szekerek szénát, innen a tér egyik első elnevezése, a Széna tér/Széna piac.
A református egyház első és ma is legszélesebb körben ismert budapesti temploma a Kálvin téri református templom. A pesti református egyház 1796-ban alakult meg, 1801-ben templom építésére telket kért Pesttől, s kapott, az akkor Széna piac déli felén lévő régi temető helyén. Előbb imaházat, majd 1816 és 1830 között Hofrichter József tervezésében templomot építtetett az egyház. Török Pál református püspök irányítása alatt született meg a mai Kálvin tér – Ráday utca – Török Pál utca – Lónyay utca tömbön az egyházi akadémia, iskola, egyházi hivatal. Az akkori Széna teret 1874-ben átnevezik Kálvin Jánosra emlékezve, és a környező utcákat is a pesti református egyház nagy alakjairól nevezik el (Ráday Pálra, a Ráday Könyvtár megalapítójára és Ráday Gedeonra, a 18. század neves írójára, az egyház mecénására, Török Pál püspökre emlékezve). 1888-ban a szomszédos Lónyay utcában gimnáziumot nyitottak meg, majd 1912-ben a Theológiai Akadémiát és a Ráday Könyvtárat a Ráday utcában. Ma itt láthatjuk a Károli Gáspár Református Egyetemet a Ráday Gyűjteményt, a Ráday Könyvtárat, a Ráday Levéltárat és a Bibliamúzeumot, azt az intézményegyüttest, amely a hazai református élet központja.
A tér látható A Kecskeméti utca a Kálvin tér felől fotózva című dagerrotípián, amely 1844 körül készült. Ez a ma ismert legrégebbi fénykép Pestről.
1874-ben Ybl Miklós tervei alapján készült el az Első Pesti Hazai Takarékpénztár négyemeletes épülete (a mai Kálvin Center üveg irodaház helyén). A téren 1869–70-ben Bergh Károly tervei alapján építették meg az Üllői út 2–4. szám alatt a háromemeletes lakóházat, a későbbi (1911 és 1946 között) Magyar-Hollandi Biztosító Rt. székházát (a mai „KC11” mai kisebb üveg irodaház helyén). Az épület udvarát beépítették, s ott született meg a Vörösmarty mozi az 1930-as évek végén, amely 2016-ig működött moziként (ma: Premier Kultcafé).
A tér és az Üllői út – Ráday utca közötti saroktelken 1913-ban Hüttl Dezső tervei szerint épült fel a Gazdák Biztosító Szövetkezetének székháza (ma: Alfa Biztosító). A ház elődjét, egy kétemeletes lakóházat, 1862-ben Ybl Miklós tervezte, amelyet 1912-ben bontottak le.
A Kecskeméti utca – Múzeum körút sarkán 1863-ban épült fel Ybl tervezésében a Geist-ház (a mai Korona Szálló Nemzeti Múzeumhoz közeli fele). Földszintjén működött az 1870-es évektől a híres Báthory-féle kávéház.
Az 1880-as évek második felében befejeződött a tér parkosítása.
Ennek a térségnek a környezetét 1944–1945 folyamán, Budapest ostroma alatt lerombolták. Teljesen elpusztult az Első hazai takarékpénztár palotája, a Magyar-Hollandi Biztosító Rt. épülete, a Kecskeméti utca sarkain álló mindkét épület. (1945-ben Raoul Wallenberg svéd diplomata is a térhez kötődik, mert itt az Üllői út 2–4. szám alatti épületben működött az irodája.)

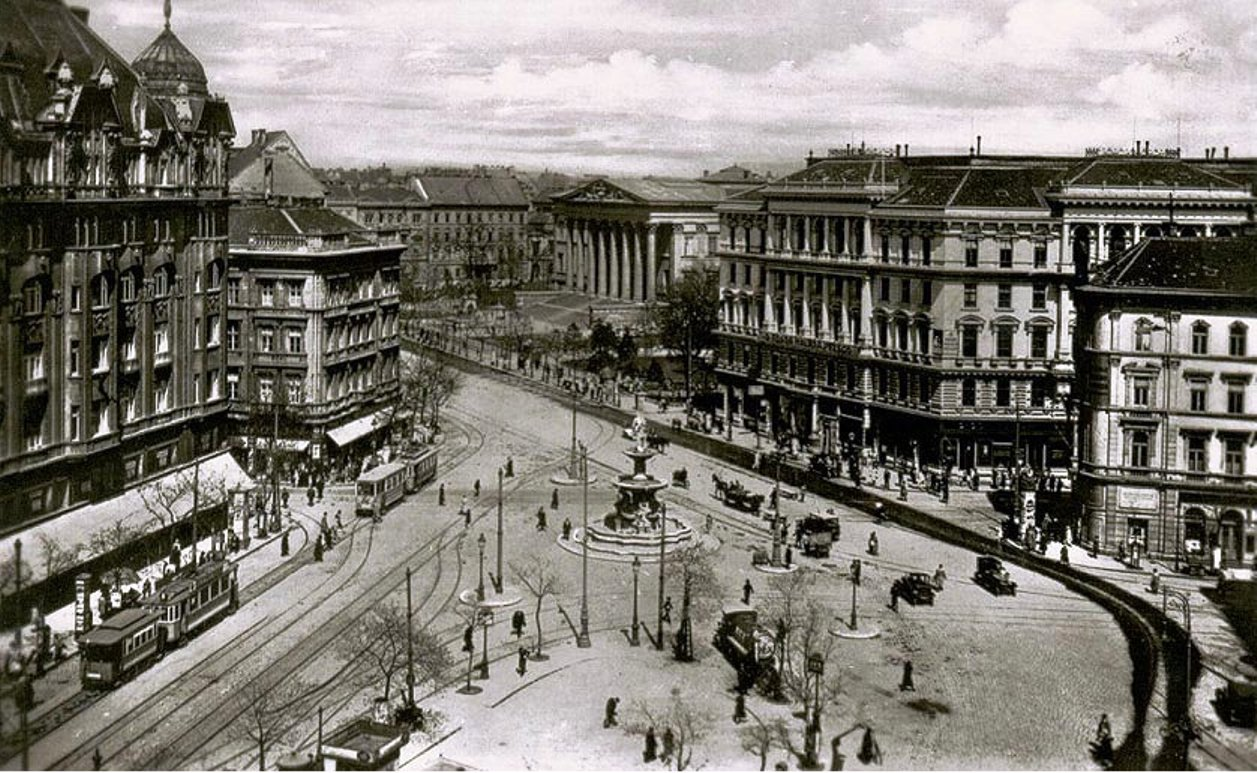
A Danubius-kút eredeti helyén, a Kálvin téren 1896-ban

Eredetileg a téren állt az Ybl Miklós tervezte Danubius-kút, amit 1883 októberében avattak fel. A kompozíciót Ybl, de a szobrokat Freszler Leó álmodta meg, s Brestyánszky Béla faragta ki, a díszítő elemeket Marchenke Vilmos alkotta. 1883-ra készült el, a létrehozás költségeit a Pesti Hazai Első Takarékpénztár finanszírozta, amelynek eredeti palotája a tér Nemzeti Múzeum felőli sarkán állt, ahol az egyik üveg irodaház épült fel. A kút a második világháború alatt megrongálódott, emiatt eltávolították. 1959-ben az Erzsébet téren állították fel újból.
Újrafaragták a sérült szobrokat. A kút alsó szintjén ülő négy nőalak Magyarország fő folyóit, a Dunát, Tiszát, Drávát és a Szávát jelképezik. Csak egy része a kútnak az ún. „Száva” szobor maradt épségben, eredeti állapotában, amely a mai napig a Kálvin tér 9. szám alatti „Oroszlános Ház” udvarán áll.
A téren áll Kálvin János szobra, amelyet a Dunamelléki Református Egyházkerület emelt 2000. június 30-án, a Magyar Reformátusok IV. Világtalálkozója alkalmából, alkotója Búza Barna. 2007-ben a metróépítkezés miatt elszállították majd 2012-ben újra felállították. A szobor posztamensén található felirat: „KÁLVIN JÁNOS GENFI REFORMÁTOR NOYON, 1509-GENF 1564." Hátoldalán: „EMELTE A DUNAMELLÉKI REFORMÁTUS EGYHÁZKERÜLET A MILLENNIUM ÉVÉBEN, A MAGYAR REFORMÁTUSOK IV. VILÁGTALÁLKOZÓJA ALKALMÁBÓL 2000. JÚNIUS 30."
A tér több szempontból is különleges:
1. Ez a hely annak idején az első (Újpestre menő) lóvasút belső végállomása volt, később a BVV első villamosjárata (Egyetem tér-Orczy tér) is itt haladt át.[11]
2. Az M3-as metró vonalának legmélyebb pontja a Corvin-negyed és a Kálvin tér között a Szentkirályi utca alatt halad, innen emelkedik a Deák Ferenc térig.[12]
3. Budapest leghosszabb útja, az Üllői út innen indul.
4. Az első ismert fénykép Pestről, az akkori Széna térről itt, a tér és a Kecskeméti utca sarkáról – a korábbi Kecskeméti kapu helyéről – készült 1844-ben. Az 1844-es dátum a képlemezen rögzített adat, más elemzés alapján azonban későbbi, talán 1852-es, de mindenképpen a legrégibb ismert pesti fénykép.[13]

Szimbólumok. Számos 1956-os kép maradt a térről az utókornak

A Kálvin tér 7. szám alatt működik a mai Városkapu Üzletház a Kálvin téri református templom mellett. A telkén előtte az 1802 és 1804 között felépült Balla Antal tervezte és Zitterbarth Mátyás által kivitelezett egyemeletes iskolaépület és imaház állt, emeletén lelkészlakkal (a templom ekkor még nem állt, csak 1816-ban kezdték el építeni). 1914-ben a református egyház lebontotta az épületet, majd 1922-ben a telket eladta Fenyves Dezsőnek, aki a ma is álló épületet eredetileg is áruháznak építette meg. Az áruházat 1949-ben államosították majd a rendszerváltáskor a magyar református egyház megkapta azt kárpótlás fejében, és ekkor lett a neve Városkapu Üzletház.

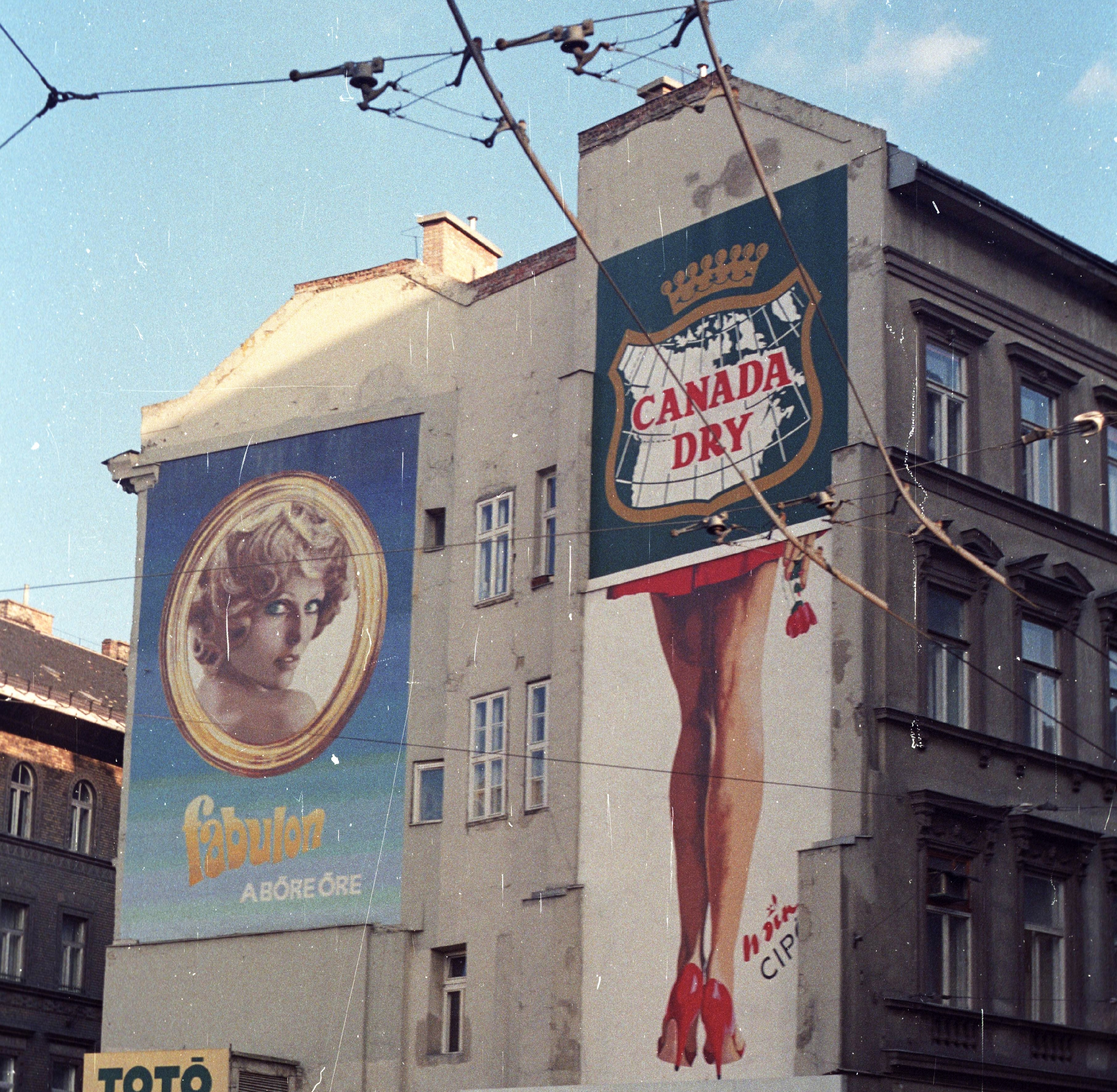
Kálvin téri tűzfal 1985-ben a később műemlékké nyilvánított Fabulon-mozaikkal és a Mino cipő reklámmal (szemben a Kecskeméti utca torkolatában pedig korabeli mosóporokat hirdettek a tűzfalon

Az 1956-os forradalom eseményeiből a tér sem maradt ki. Október 23-án zajlott a Bródy Sándor utcában a Magyar Rádió ostroma, másnap délután a Kálvin téren ágyú- és tankharc folyt. Az egyik jelentősebb szabadságharcos tűzfészek itt alakult ki. Számos 1956-os kép maradt fenn a térről az utókornak.
A korábbi Magyar-Hollandi Biztosító Rt. székház helyén – ami 1945-ben dőlt romba – az Üllői út 2–4. szám alatt épült fel 1997–2000 között a KC11 Irodaház, Göcsei Sándor tervei alapján.
A korábbi Első Pesti Hazai Takarékpénztár bérpalota helyén, a Kálvin tér 12. szám alatt épült fel a Kálvin Center Irodaház 1997–2003 között, szintén Göcsei Sándor tervei alapján.
A tér a 2007-es évtől a M4-es metró állomásának építése miatt részlegesen le volt zárva. Az új állomást 2014. március 28-án adták át a forgalomnak.
1945-től megszűnt a parkosított jellege a térnek, szinte csak közlekedési csomóponttá alakult. A tér alatt 1976-ra kiépített aluljáró rendszerrel tovább nőtt a közúti forgalom. Élhetőbb atmoszféráját csak 2010-től kezdte el részben, fokozatosan visszanyerni. A Budapest Szíve program részeként 2010 áprilisára felújították a tér Belváros felé eső felét, új járdaburkolatot, kandelábereket és fákat kapott a terület. S ezzel egyre inkább kezdi visszavenni 1945-ben elveszített fényét a tér.
2010. szeptember 17-én adták át a gyalogosoknak a Baross utca sétálóutcává átalakított Kálvin téri torkolatát. A beruházás a négyes metró felszíni tereprendezési munkálatainak részét képezte. Új járdaburkolatot, kandelábereket, óriás kő kaspókban fákat, s egyéb zöld szigeteket kapott a terület.

## Főbb épületei

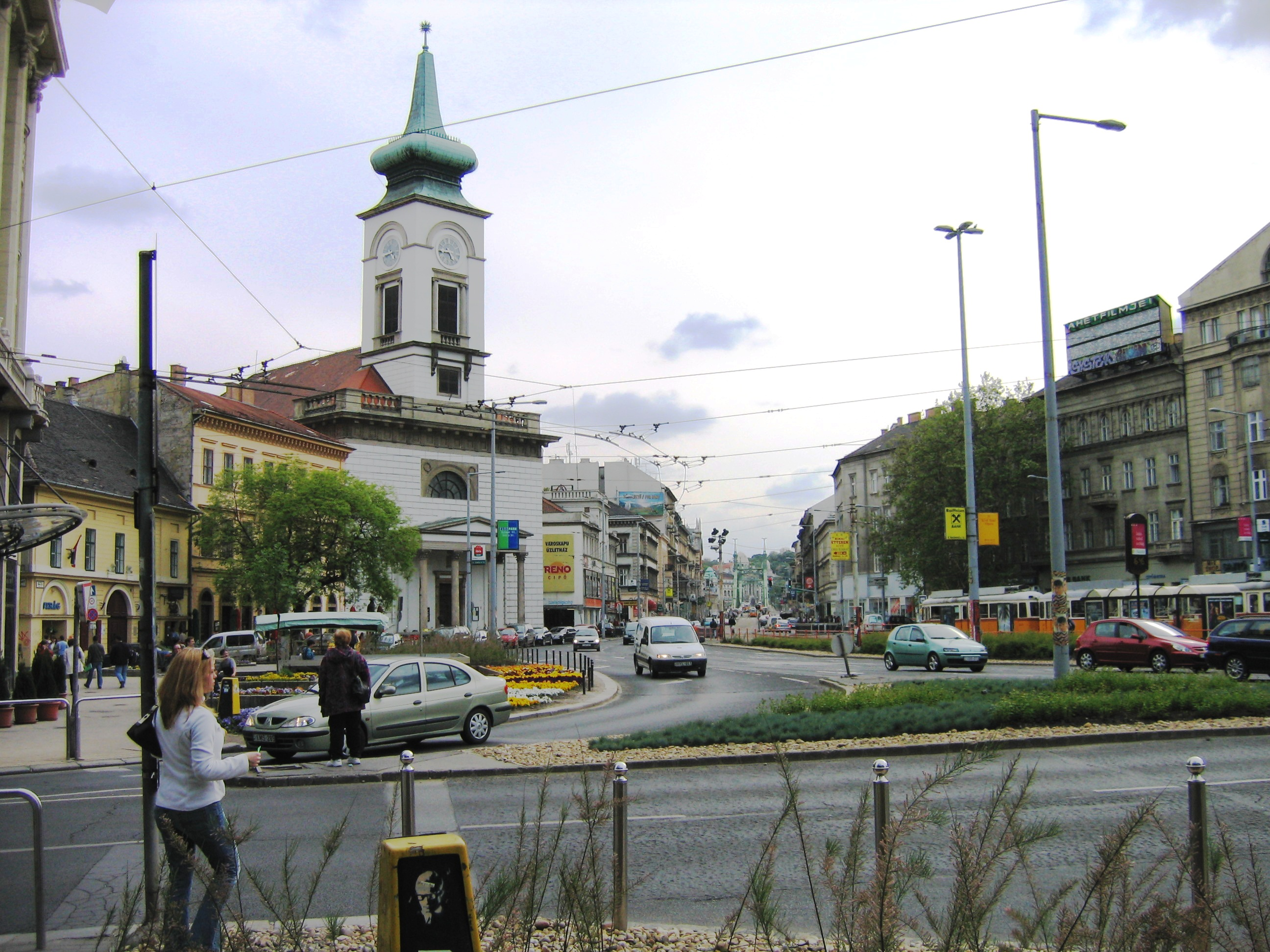
Kálvin tér 7.: Kálvin téri református templom (műemlék)

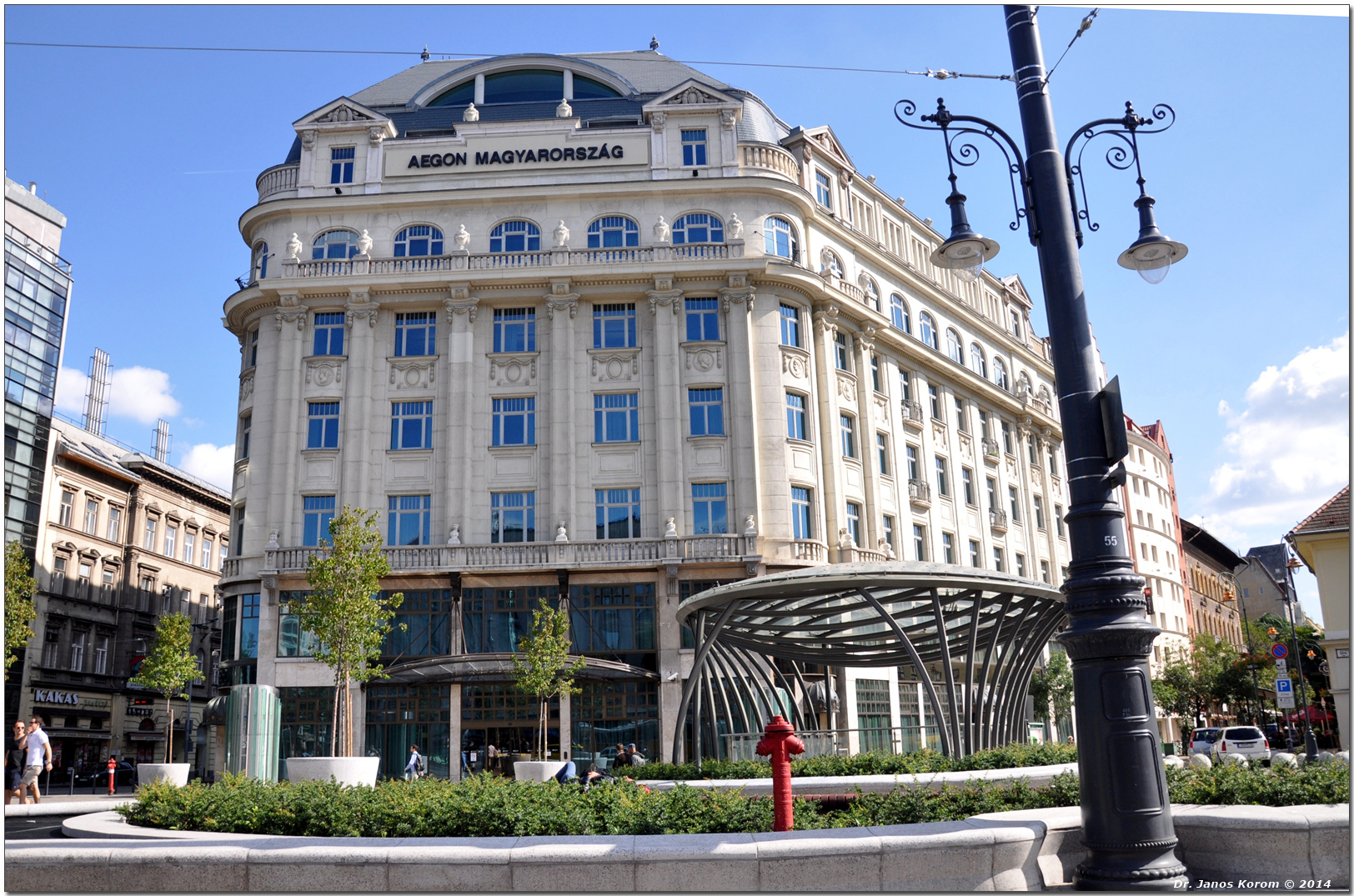
Üllői út 1.: AEGON-székház (műemlék)

- Kálvin tér 7.: Kálvin téri református templom (műemlék)
- Kálvin tér 7.: Városkapu Üzletház (volt Fenyves-áruház, az egyik első áruház Budapesten, amely nevét a tulajdonosokról kapta)[21]
- Kálvin tér 9.: A tér legidősebb épülete a „Két Oroszlán-ház”, vagy „Oroszlános ház” (műemlék)[22]
- Kálvin tér 11.: Kálvin Tower irodaház
- Kálvin tér 12.-13.: Kálvin Center irodaház
- Kecskeméti utca 14.: Korona szálló
- Üllői út 1.: AEGON-székház (műemlék)

### A környéken található intézmények
- Fővárosi Szabó Ervin Könyvtár (központi könyvtára)
- Magyar Nemzeti Múzeum
- Magyar Rádió (Pollack Mihály tér 8–10., 2015-ig)
- Fővinform (a Fővárosi Önkormányzat Közlekedési Információs Szolgálatának központja, Szabó Ervin tér 2.)
- Képző- és Iparművészeti SZKG (Török Pál u. 1.)

### Egyéb műemlék
- Kecskeméti kapu (Illés Gyula domborműve, 1983)[23]

## Közlekedés
A tér egykor jelentős villamoscsomópont volt: öt különböző irányba indultak ki vonalak. Mára csak a kiskörúti vonal maradt, a többit 1953-ban a 74-es trolibusz és 1976-ban az M3-as metróvonal váltotta ki. A 74-es trolibusz még ezt megelőzően, 1973-ban megszűnt és csak 10 évvel később, 1983-ban indult újra, immár 83-as jelzéssel.
Napjainkban a téren jelentős autóforgalom halad keresztül elsősorban a Múzeum körút–Üllői út útvonalon. A tér alatt található az M3-as és a M4-es metró átszállópontja. A téren keresztülhalad a 47-es, 48-as és 49-es villamos, a 72-es és a 83-as troli, valamint a 9-es, 15-ös és 100E busz, emellett számos éjszakai buszjárat (909, 909A, 914, 914A, 934, 950, 950A, 979, 979A) is érinti.
A tér alatt húzódó aluljárórendszer 1973–1976 között épült, az M3-as metróvonal építésekor.

## Képek

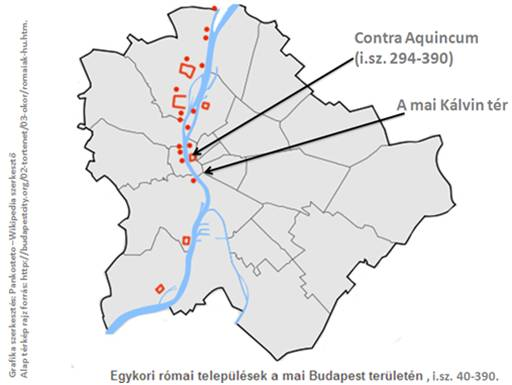
Római kori települések a Kálvin tér közelében. (i.sz. 40-390)
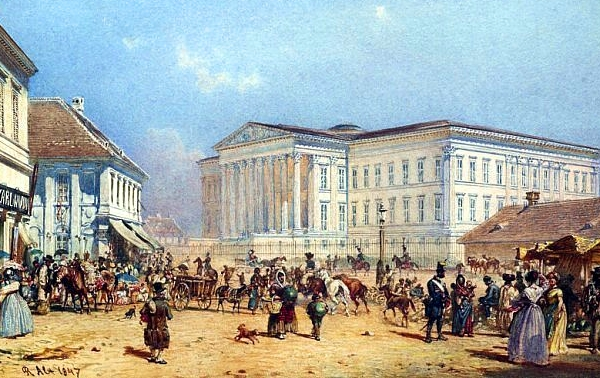
A Magyar Nemzeti Múzeum a Széna téren (Kálvin tér) – 1837
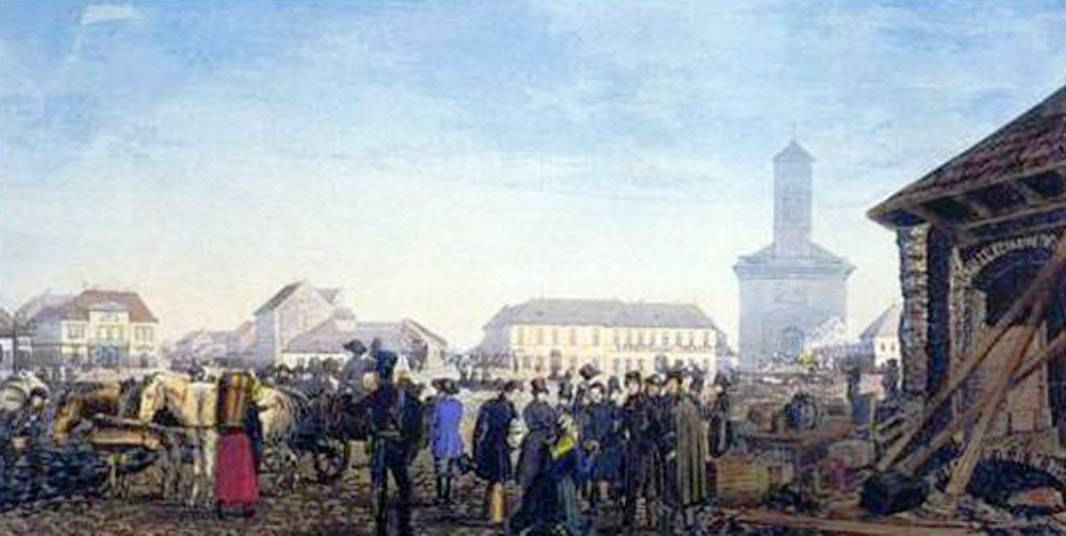
A mai Kálvin tér 1838 (Széna tér) – a nagy árvíz után közvetlenül
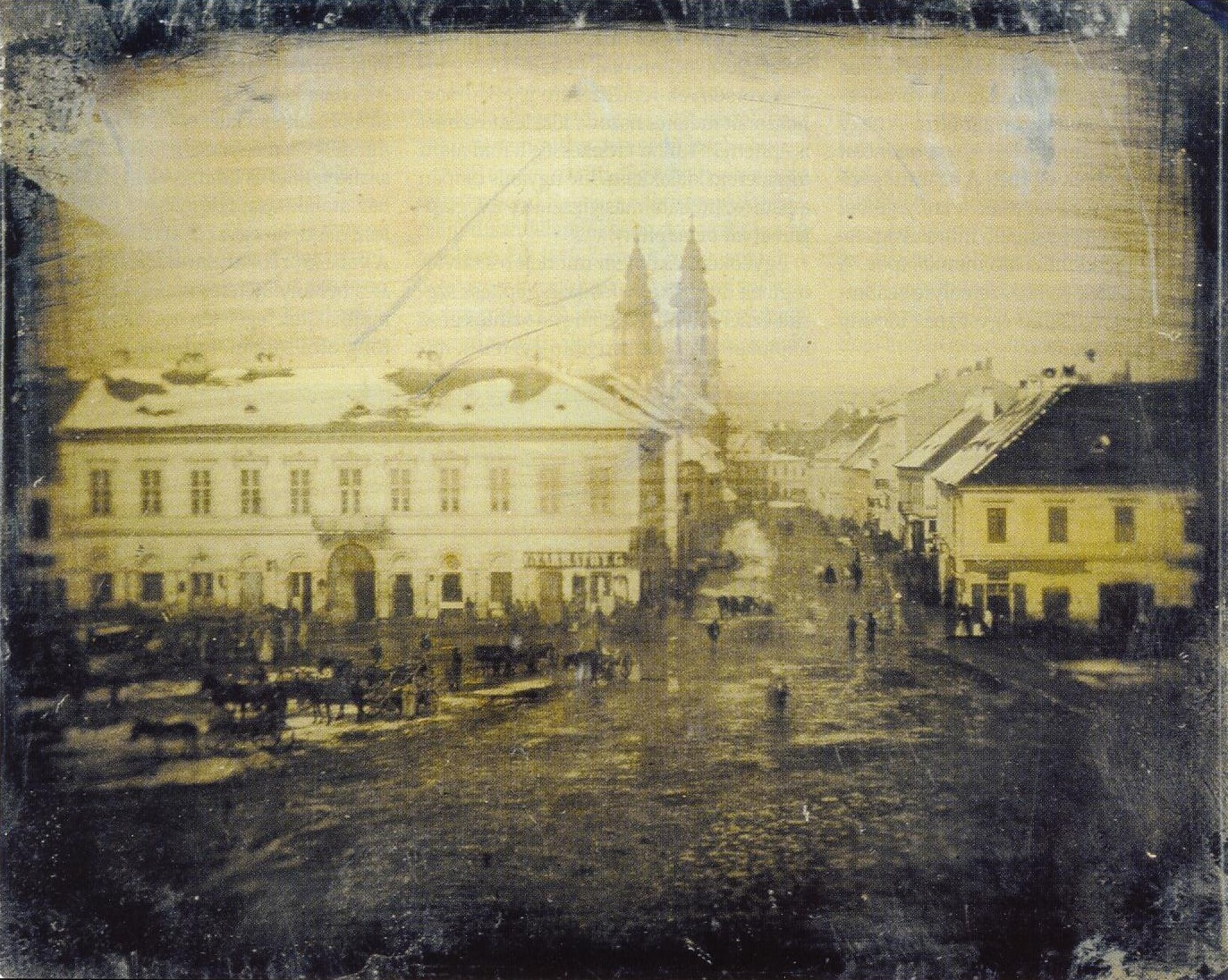
Széna tér (Kálvin tér)-Kecskeméti utca sarok (1844 vagy 1852) – Az első ismert pesti fénykép
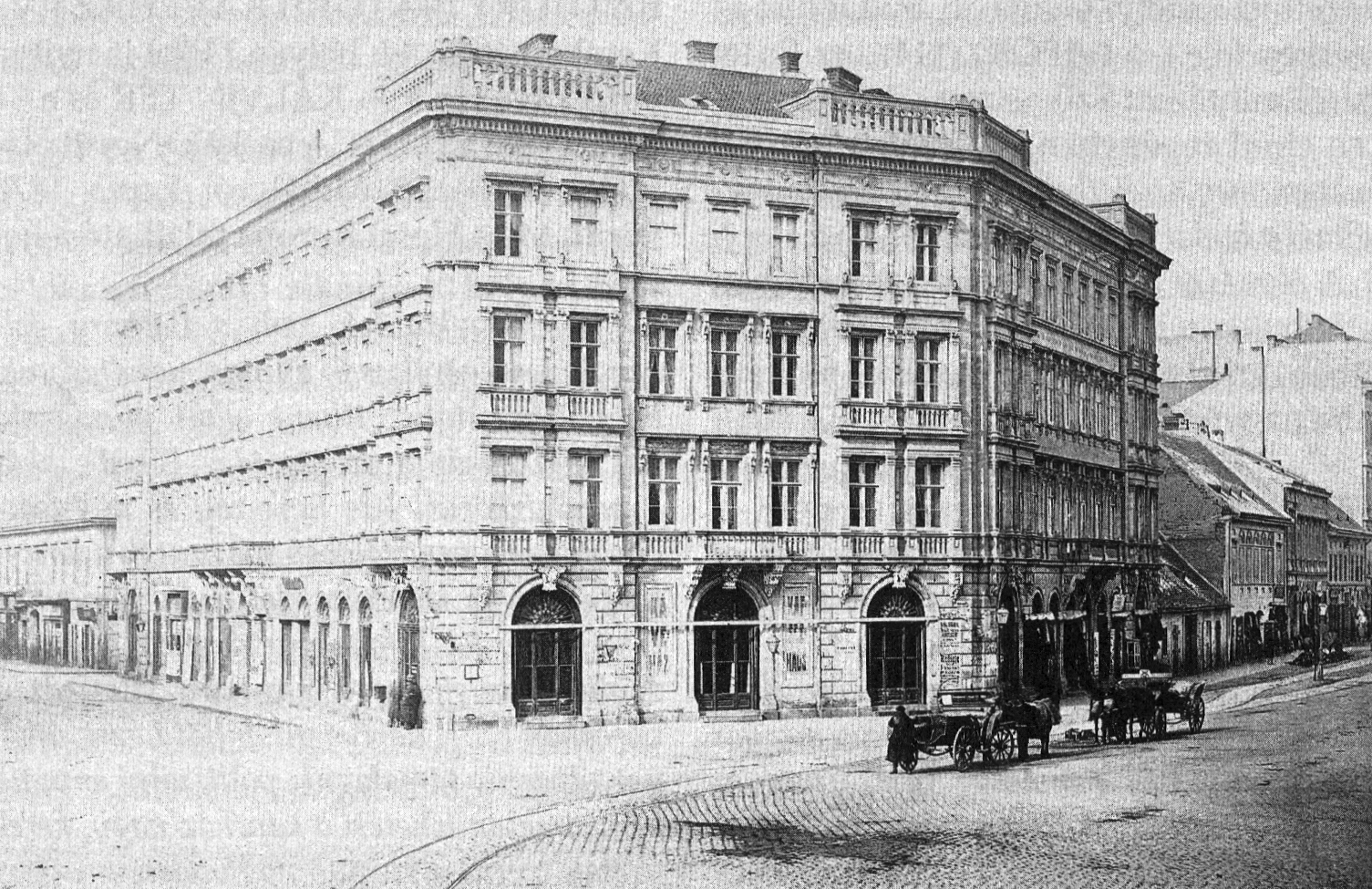
Geist-ház (1877), amelynek földszintjén működött az 1870-es évektől a híres Báthory-féle kávéház
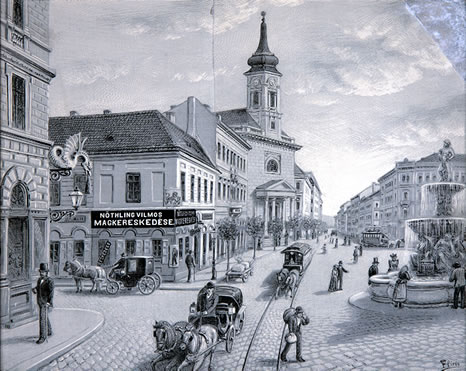
A mai Kálvin tér – Oroszlános-ház (a kétszintes ház balra) és református templom az 1880-as években (Fliesz Rezső grafikája)
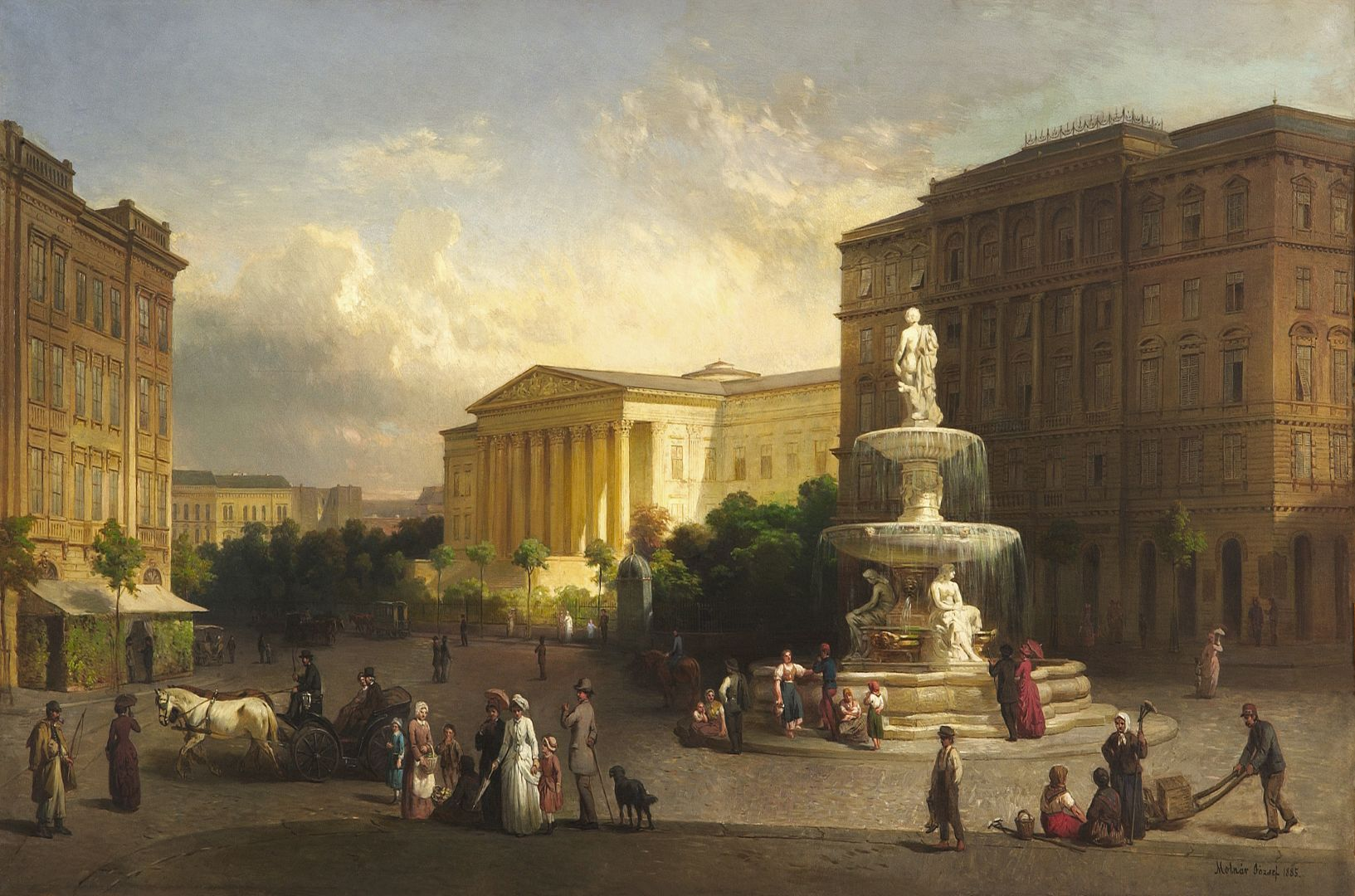
A tér 1885-ben (Molnár József festménye)
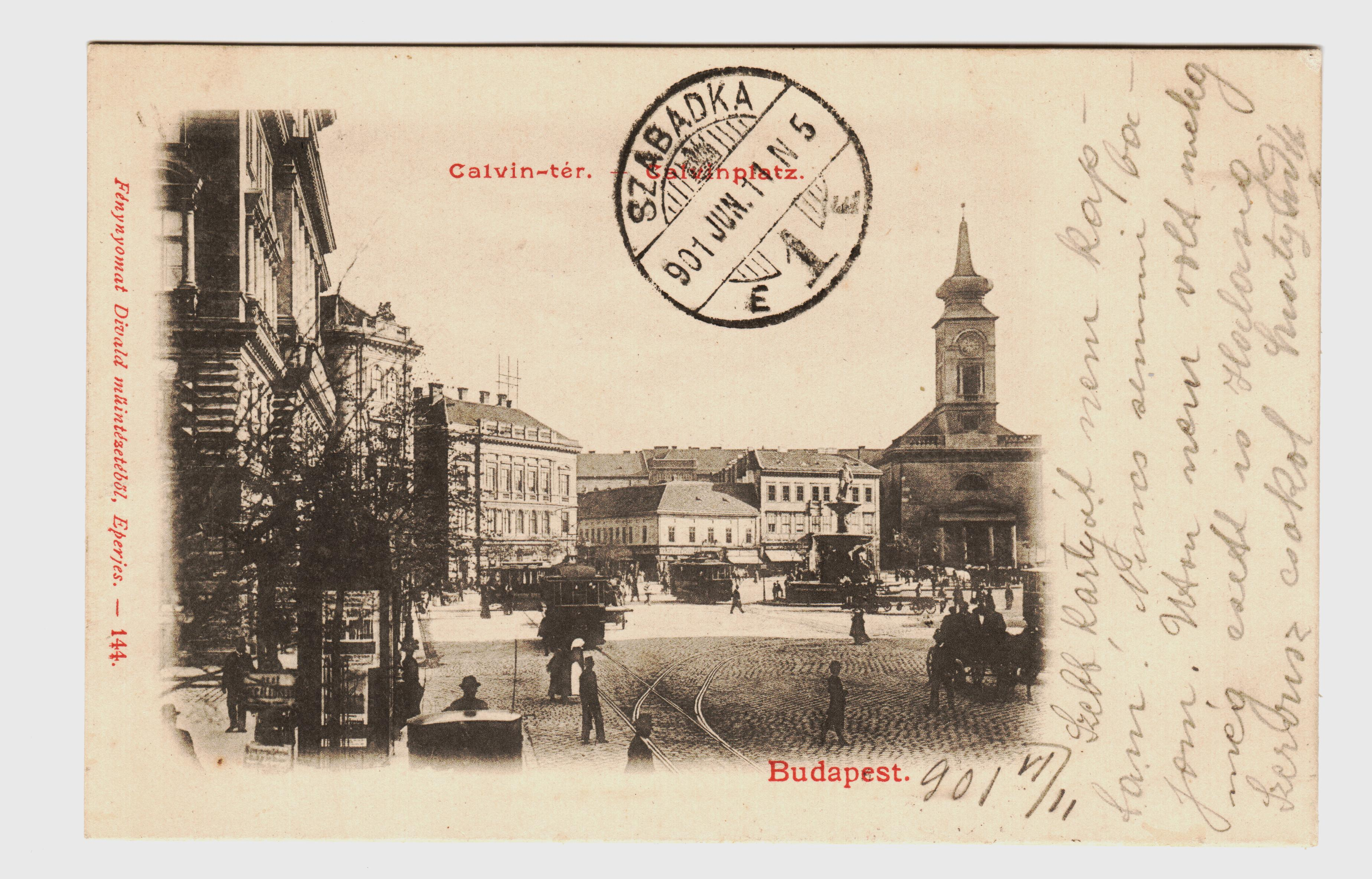
Egy 1901-es képeslapon
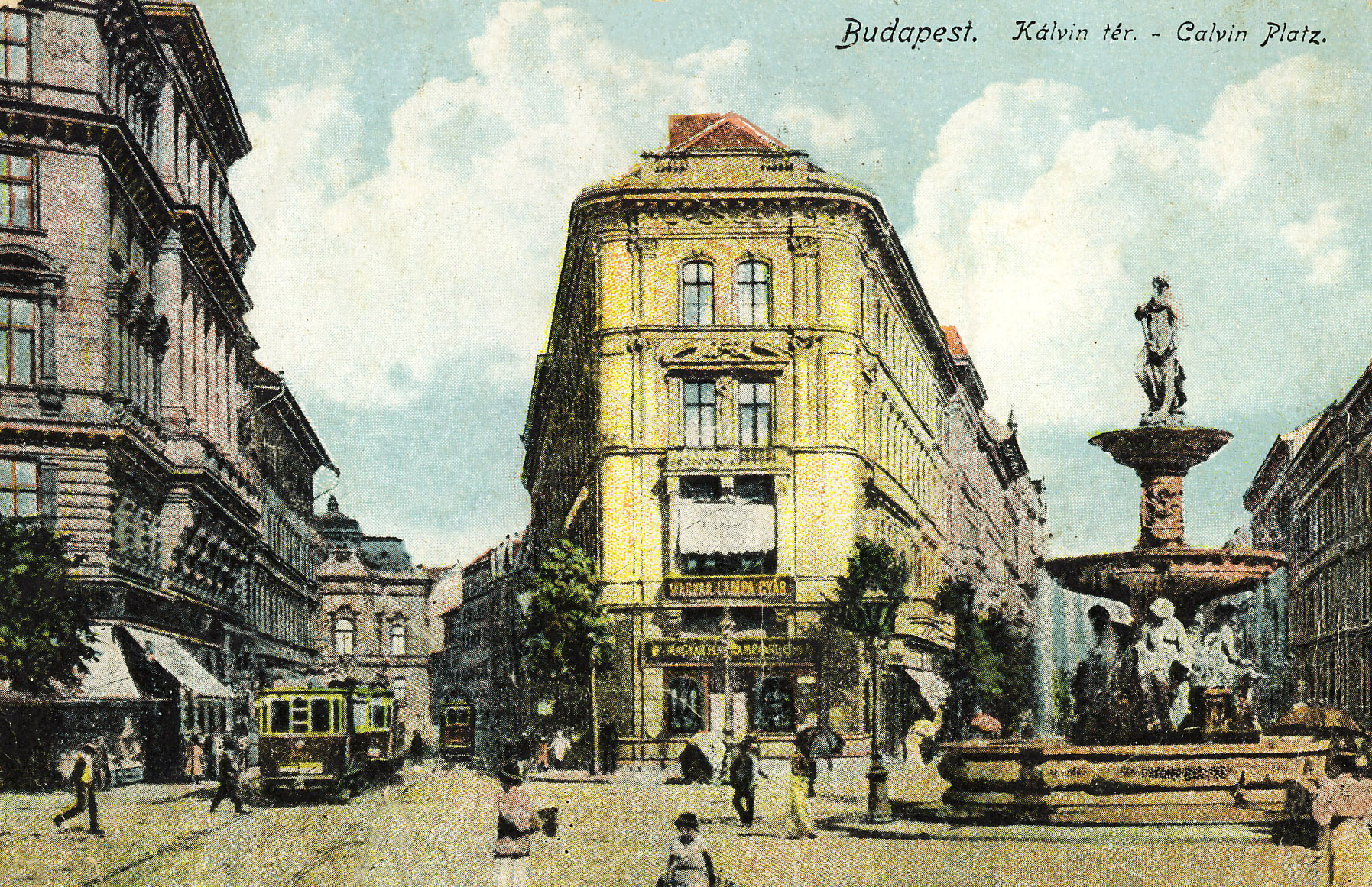
A Danubius kút, a Baross utca és az Üllői út torkolata 1910-ben...
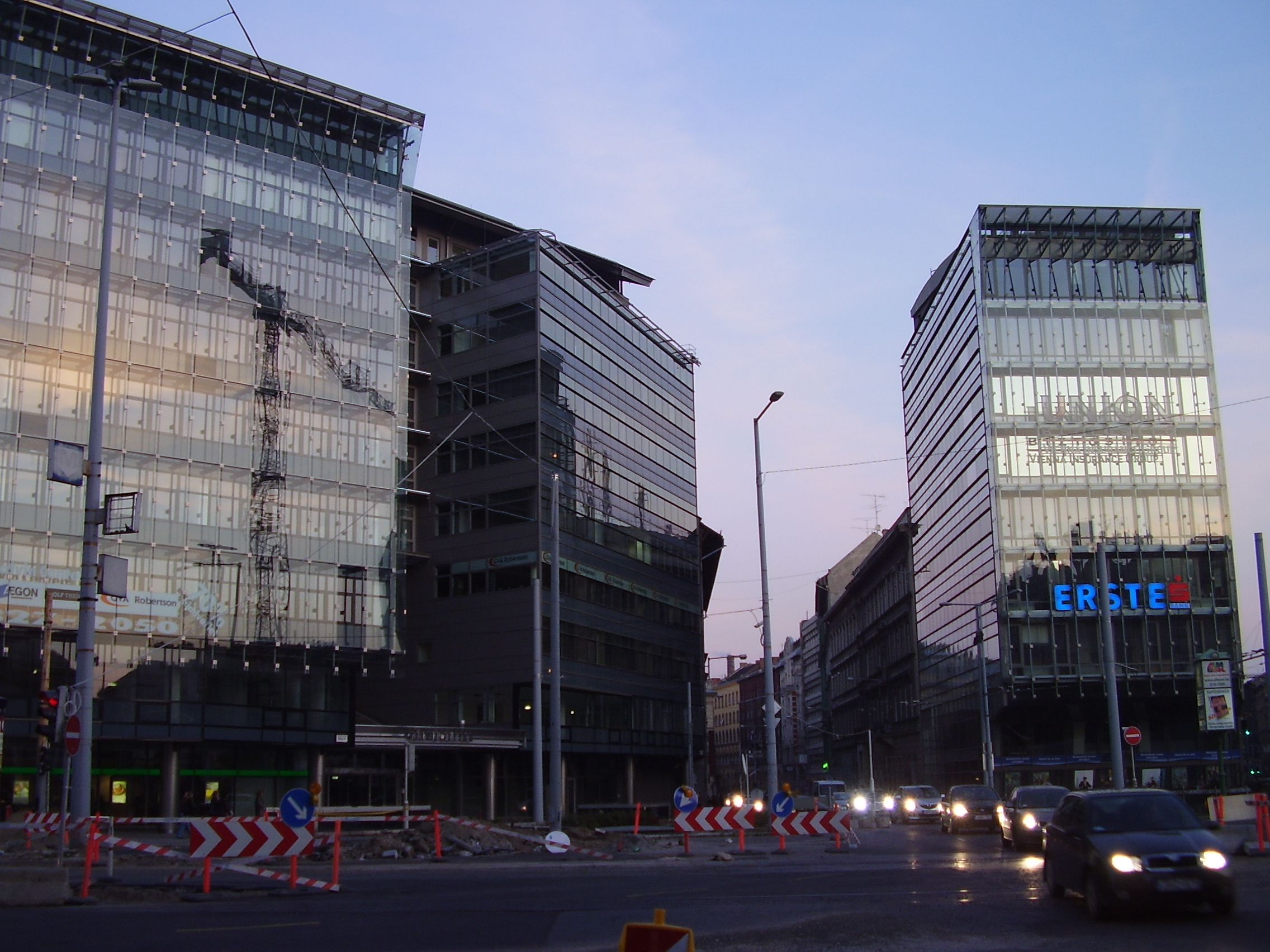
...és irodaházak ugyanitt a 2000-es évek végén
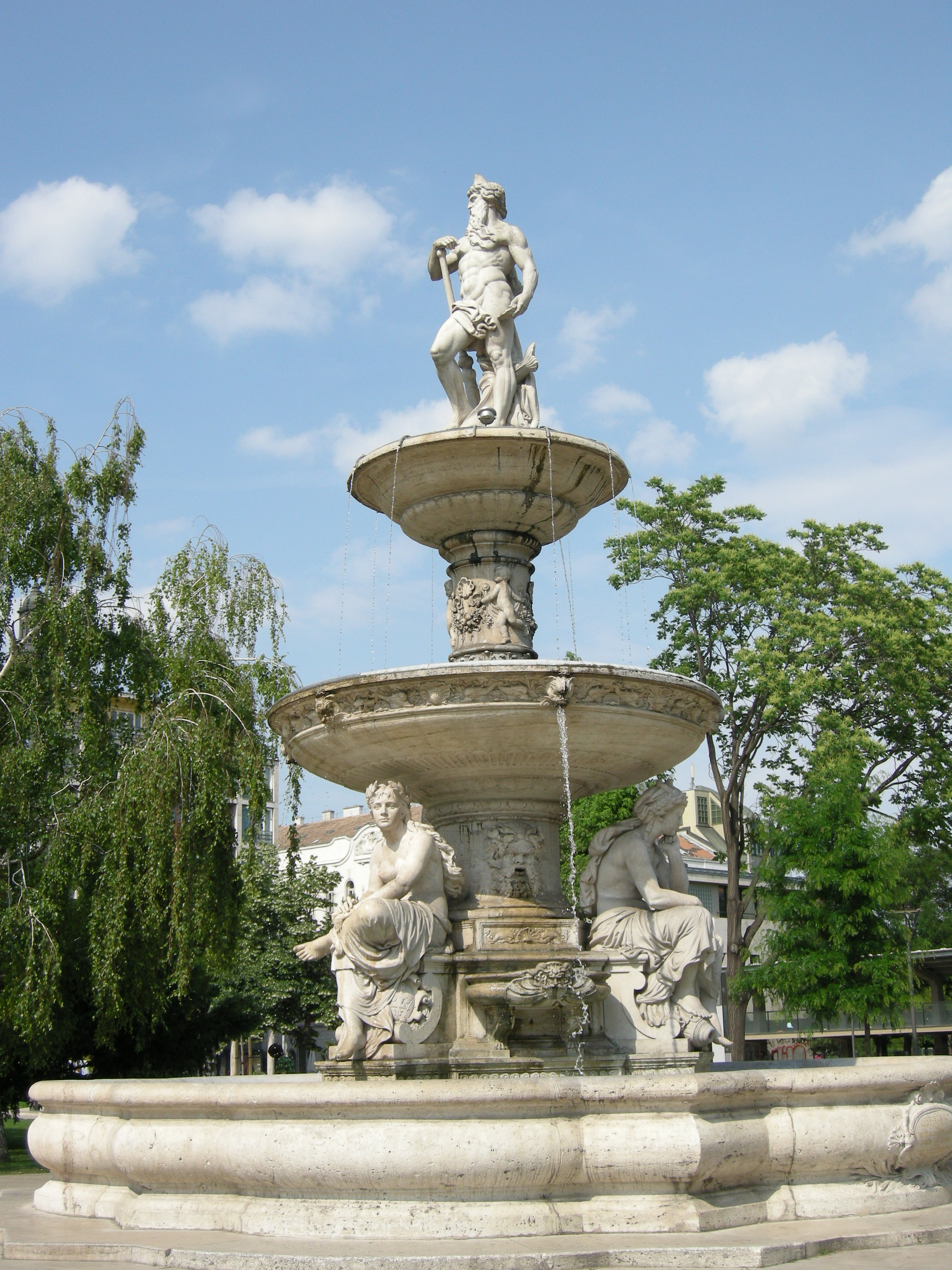
A Danubius kút ma az Erzsébet téren áll
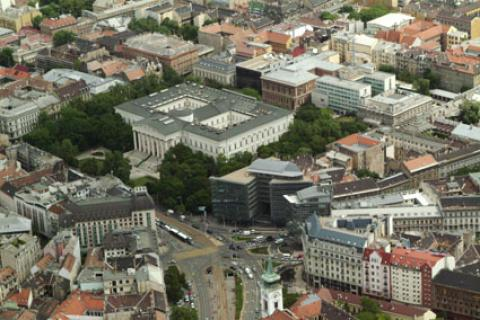
Légifotó a Kálvin térről
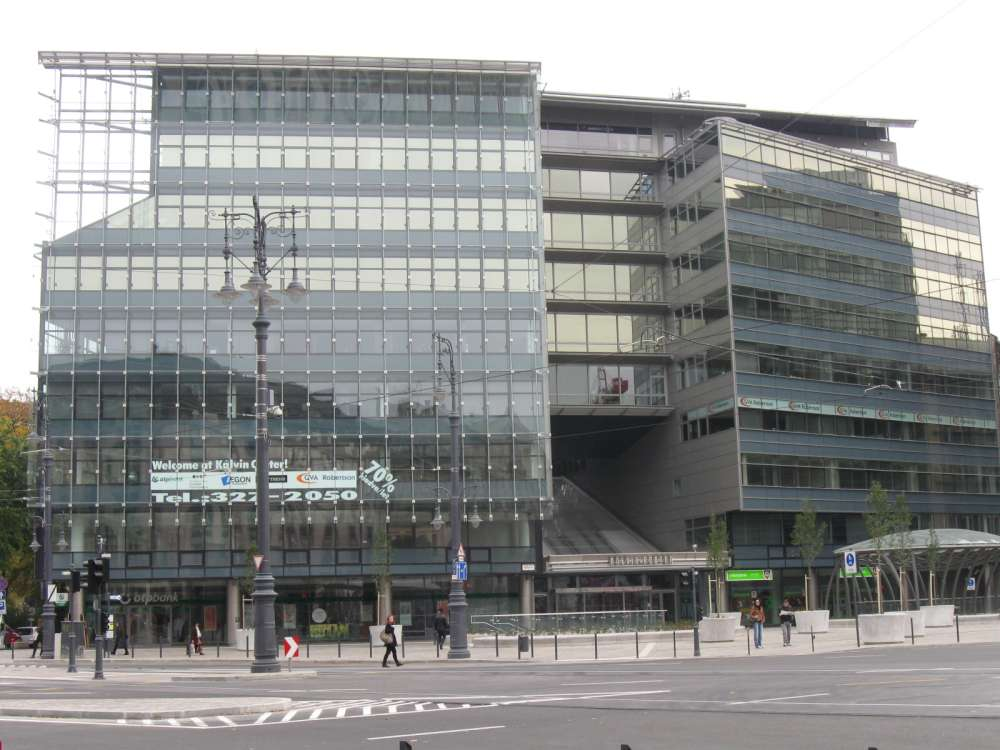
A Kálvin Center homlokzata
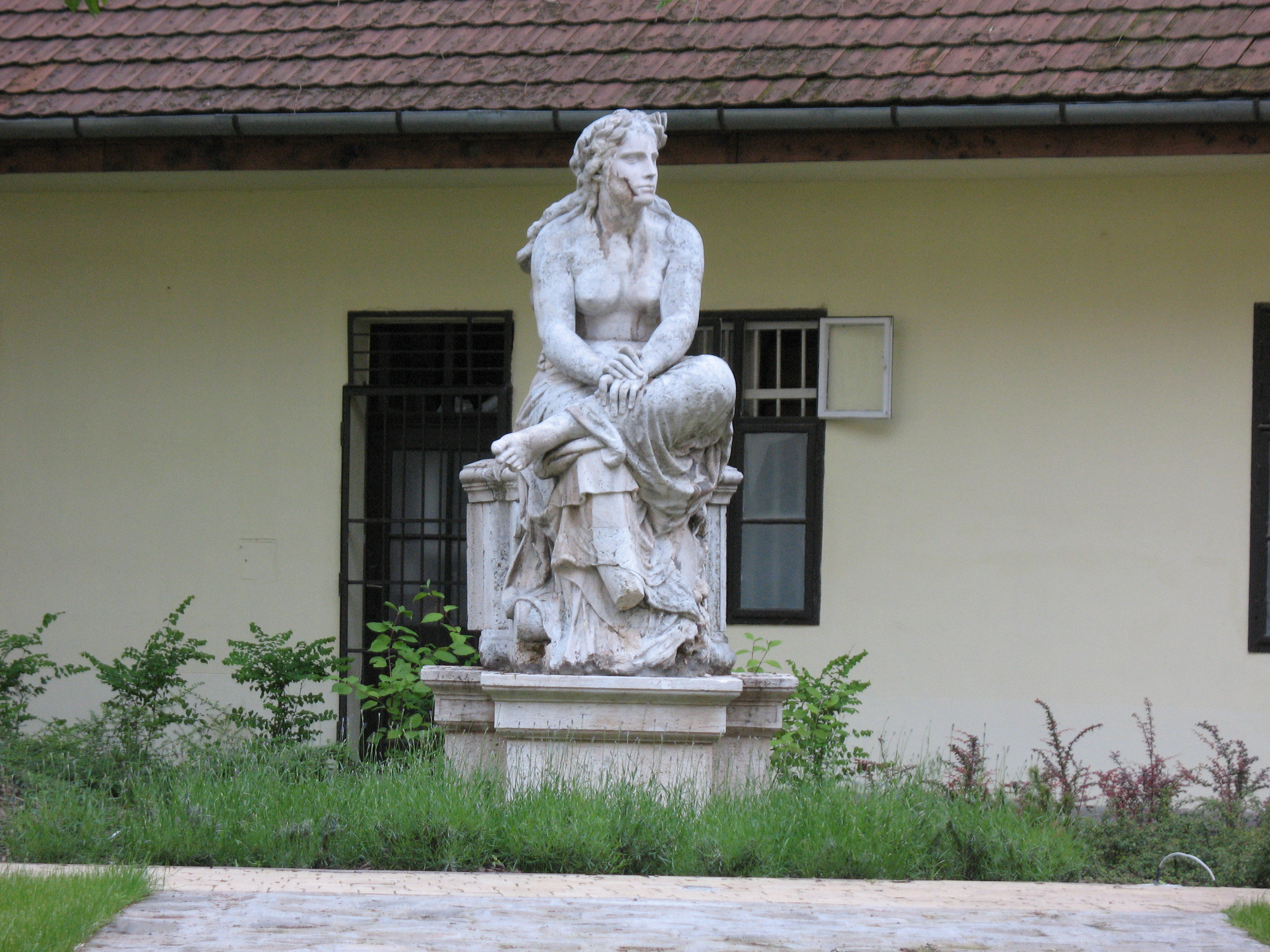
A Száva-szobor eredetije az egykori Danubius kútról (a Kálvin tér 9. szám alatti ház udvarán található)
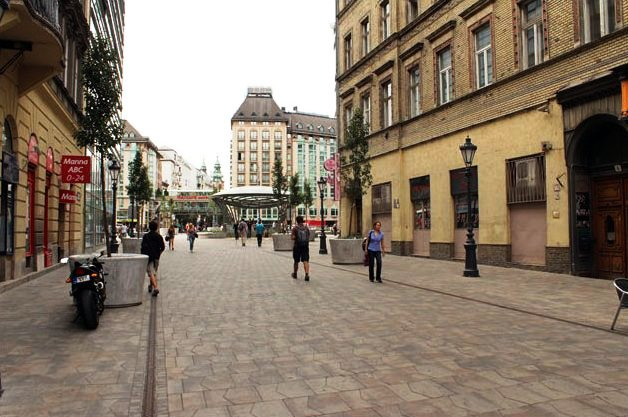
A Baross utca torkolata a Kálvin tér felé. 2011-ben alakították sétálóutcává
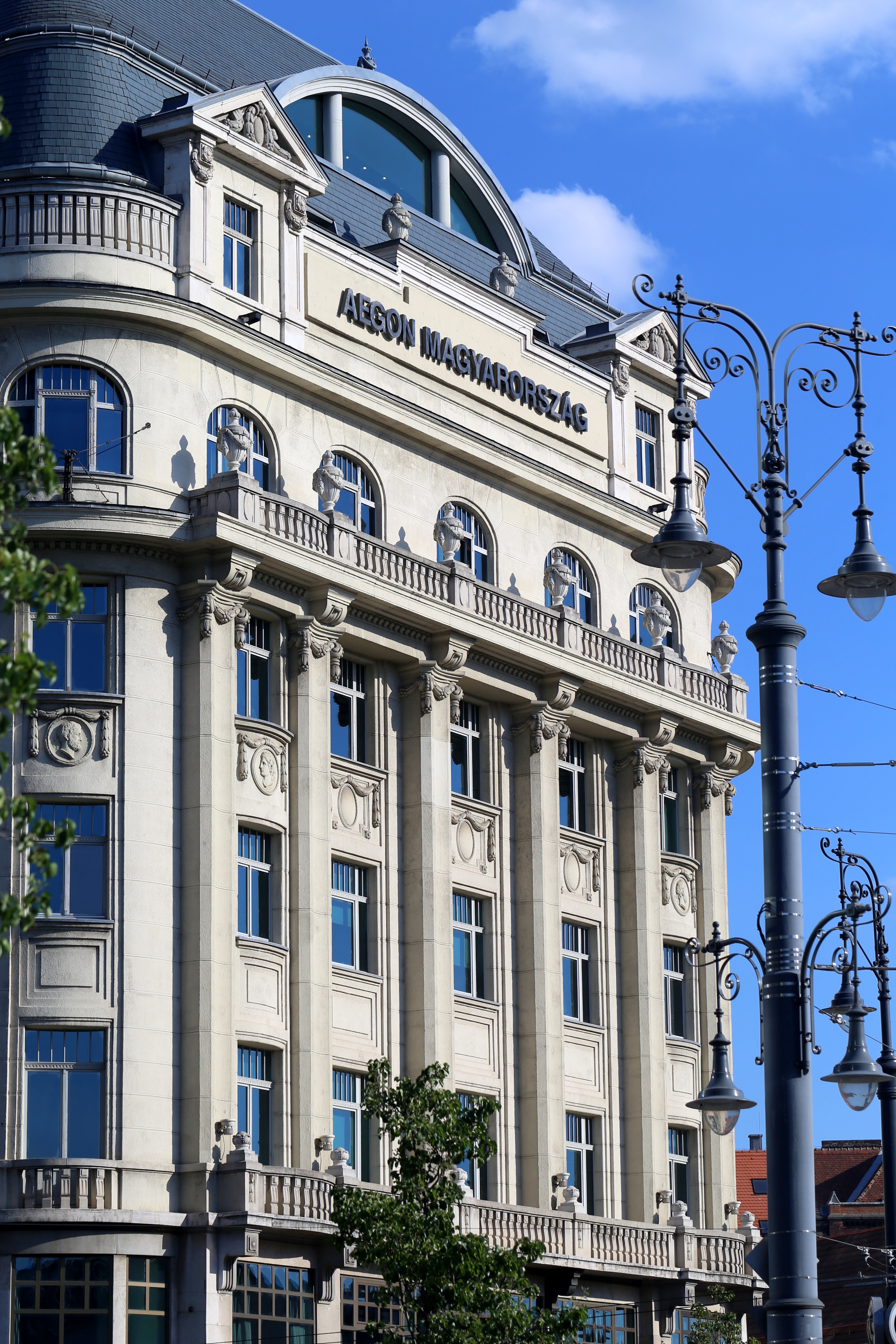
Üllői út 1.: AEGON-székház